# 교회는 항상 개혁되어야 한다
(개혁된)교회는 항상 개혁되어야 한다(라틴어: Ecclesia semper reformanda est)는 1947년 스위스 개혁 신학자 칼 바르트에 의해 유명해진 문구로, 아우구스티누스의 말에서 유래했다고 알려져 있다. 대개 특정 개혁주의 개신교 신학자들의 신념, 즉 교회가 교리와 실천의 순수성을 유지하기 위해 끊임없이 자신을 재검토해야 한다는 신념을 나타낸다.

## 역사
요도퀴스 판 로덴슈타인은 1674~1678년 암스테르담에서 출판된 저서 《시온의 묵상》(Beschouwinge van Zion)에서 "교회에도 항상 개혁해야 할 것이 많다는 진실"을 주장했다.
칼 바르트도 사용한 이 용어의 변형인 Ecclesia reformata semper reformanda ("개혁된 교회는 항상 개혁되어야 한다")는 요도퀴스 판 로덴슈타인이 인용한 "학식 있는 사람"의 염원을 나타내는데, 그 염원은 교회를 "개혁된"(Reformata)이라고 부르지 않고 "개혁되어야 할"(Reformanda)이라고 불러야 한다는 것이다.

## 개신교
이 문구는 오늘날 개혁교회와 장로교 교회에서 널리 비공식적으로 사용되고 있다. 예를 들어, 프랑스 개혁교회는 "Ecclesia reformata, semper reformanda"를 표어로 사용한다.

## 로마 가톨릭교회
이 용어는 한스 큉과 1960년대 제2차 바티칸 공의회의 정신에 영향을 받은 로마 가톨릭교회의 다른 교회 개혁가들에 의해 사용되었다.
제2차 바티칸 공의회의 문서인 《교회 헌장》(Lumen gentium) 8항에서 로마 가톨릭교회는 이 사상을 교리적 개혁보다는 개인적 및 제도적 개혁에 적용했다.
"그리스도는 "거룩하시고 순수하시며 흠 없으시어"(히브 7,26) 죄를 모르셨고(2코린 5,21 참조) 다만 백성의 죄를 속죄하시려고 오셨지만(히브 2,17 참조), 교회는 죄인들을 품에 안고 있으면서도 동시에 거룩하며 언제나 정화되어야 하므로 끊임없이 참회와 쇄신의 길을 걷는다."
이 후자의 용어는 R. 워커 니클레스 주교의 2009년 사목 서한에서 나타나는데, 이 서한은 가톨릭 교리와 실천에서 연속성의 해석을 장려한다.

## 같이 보기
- 다섯 솔라